# グウェン・ウォルズ
グウェン・ウォルズ（Gwen Walz, 旧姓：ウィップル（Whipple）、1966年6月15日 - ）はアメリカ合衆国の教員、公立学校の理事。

## 概要
第49代ミネソタ州知事のティム・ウォルズの妻であり、ミネソタ州のファーストレディとしては39人目である。2024年、夫のティムは2024年のアメリカ合衆国大統領選挙における民主党の副大統領候補に指名された。
ティムがミネソタ州知事に選出される以前、グウェン・ウォルズは20年以上、公立学校の英語教師として働いていた。初めて教壇に立ったのはネブラスカ州アライアンスであり、この地で将来の夫であり同僚となるティムと出会った。1996年、結婚したグウェンとティムは生まれ育ったミネソタに戻り、二人ともマンケートの公立学校で教鞭をとった。2019年に夫が州知事になると、彼女は退職してセントポールに移った。ウォルズは政策ポートフォリオのうち、特に教育、矯正、そして銃規制などの分野を監督している。

## 経歴

### 生い立ち
グウェン・ウィップルは1996年にヴァル・ウィップル（Val Whipple）とリネア・リン・ウィップル（Linnea "Linn" Whipple, 旧姓：ワッカー（Wacker））の娘として、ミネソタ州グレンコーに生まれ、同州アイヴァンホーで育った。父ヴァンは体育教師、コーチとして働いていた。母リネアはコミュニティにおける校区の教育担当者だった。グウェン自身は4人姉妹の長女であった。
グウェンはグスタバス・アドルファス・カレッジで文学士号を取得し、ミネソタ州立大学マンケート校で修士号を取得した。

### 教員から公人へ
大学卒業後、グウェン・ウォルズはネブラスカ州西部へと移り、英語教師として働き始めた。2004年から2018年まで、マンケート地区の公立学校における評価調整官を務めた。また、ウォルズは2019年からオーグスバーグ大学の学長特別補佐として週に20時間、様々なプロジェクトに関わり、東アフリカの移民教師の訓練補助などに携わっている。同じく2019年には、同大学のガバメント・リレーションズ（GR）や学生の公務員キャリアプロジェクトなどにも関わった。
さらに、夫のティムとともに、グウェンは「エデュケーショナル・トラベル・アドヴェンチャー株式会社」を立ち上げた。これは学生に中国への一年間の留学を提供する組織である。またバード・プリズン・イニシアチブとともに、収監された人々に高等教育の機会を支援する事業などにも取り組んでいる。
2019年にティムが州知事になると、グウェンはミネソタ州のファーストレディとなった。彼女は州の政策立案に積極的な役割を果たしてきた。特に、重犯罪によって収監された人々に投票権を回復することに賛成する発言を行ったり（実際に2023年にはウォルズ州政下で実現した）、また銃規制に関する法整備を呼びかけたりしている。彼女はミネソタ州の歴史上、唯一ミネソタ州会議事堂内にオフィスを構えるファーストレディであり、教育や矯正に関する政策ポートフォリオの管理に携わっている。
2024年、ティムはアメリカ合衆国大統領選挙における民主党の副大統領候補に指名された。彼が選挙戦に勝利すれば、グウェンは合衆国のセカンドレディとなる予定である。

## 私生活
グウェンは1994年6月4日にティム・ウォルズと結婚した。二人とも当時は教員として働いていた。夫妻には二人の子供がいる。2001年に第一子である長女、ホープ（Hope）が、2006年には第二子のガス（Gus）が生まれたが、出生前には人工授精を行なった。
グウェンはルーテル教会員である。